# Френчем, Джемс
Джемс Френчем (англ. James Frencham) — российский аптекарь английского происхождения.
В 1581 году Френчем прибыл в Россию с английским врачом Робертом Яковом, присланным к царю Иоанну Грозному английской королевой Елизаветой I. Аптека была роскошно обставлена в Кремле. Это было только для царской семьи и, с одобрения царя, отдельных бояр.

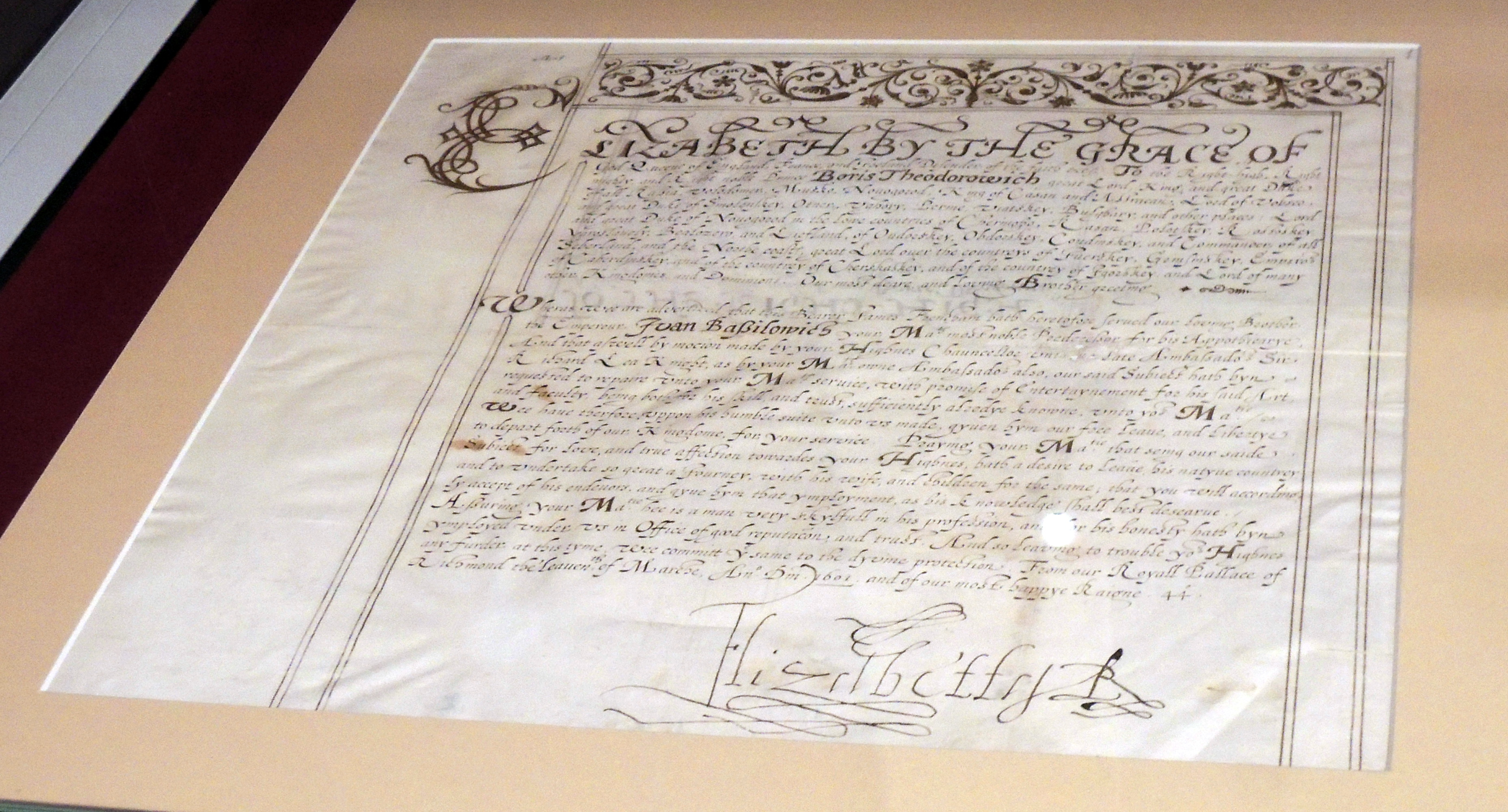
Грамота английской королевы Елизаветы царю Борису Годунову с рекомендацией искусного аптекаря Джеймса Френчема, поступающего на русскую службу. Ричмонд, 1601, 11 марта. РГАДА

Затем, в письме от 8 июня 1583 года, королева просила царя отпустить Д. Френчема обратно в Англию к его престарелому отцу. В 1584 году он вернулся в Англию , но 7 ноября 1602 года снова прибыл в Москву по просьбе царя Бориса Годунова и с рекомендательным письмом королевы Елизаветы I. Он привёз с собой жену, двух сыновей и трёх дочерей. По пути в Россию он путешествовал по Германии и Прибалтике и сообщил о чуме, свирепствовавшей в Европе. С собой он привёз запас лекарств, сохранившийся перечень которых даёт представление о тогдашней терапии. Среди препаратов были многие растительного происхождения — среди прочих опий, камфора, листья сенны, корица, цветок серы, Diacrydium, аир, алоэ из Китая, кантаридин, белый гусиный перец (squilla), манна, ревень из Персии. Лекарств животного происхождения было мало — в их числе териак.
О дальнейшей судьбе его ничего не известно.
Его аптека долгое время (до 1672 года) оставалась единственной настоящей аптекой в Русском государстве. До этого, как известно, медикаменты в стране составлялись самими врачами.
Вопрос о том, был ли он первым аптекарем в России, который служил царю, спорен, так как голландец Арент Классен ван Стеллингверф (Arent Claessen van Stellingwerf) — ещё один кандидат, который, возможно, был на службе царя ещё в 1576 году.